# Музей пропаганди
Музей пропаганди — освітньо-культурний заклад у місті Шепетівці Хмельницької області. Відкритий 22 грудня 1946 року.

## Загальні дані
Обласний музей пропаганди міститься у спеціально збудованій функціональний будівлі за адресою:
Вулиця 200-річчя Тараса Шевченка, буд. 2, м. Шепетівка, Хмельницька область, Україна.
Триповерхова будівля музею має незвичну форму, елементи символіки в зовнішньому вигляді та інтер'єрах. В оздобленні інтер'єру та екстер'єру використані суворі матеріали — каміння, метал, смальта кольорів двох відтінків: червоного та чорного — чорний колір символізує суворість того часу, коли жив М. Островський, і його особисту трагедію, червоний колір — колір крові, боротьби за життя.

## Історія
Музей пропаганди в Шепетівці було відкрито 22 грудня 1946 року як Літературно-меморіальний музей Миколи Островського. Експозиція розташувалась в одній маленькій кімнатці. 
З роками експозиція розширювалась, накопичувались експонати. За 1954—1974 роки тричі оновлювалася експозиція до ювілеїв письменника.
З часом маленьке приміщення музею неспроможне було приймати щорічно численних відвідувачів. Відтак, 1969 року на пленумі міського комітету ЛКСМУ було прийнято звернення до молоді України про будівництво нового меморіалу М. Островському. І 29 вересня 1974 року на мітингу, присвяченому 70-річчю від дня народження письменника, було закладено перший камінь на місці будівництва — поряд із пам'ятником письменнику, встановленому у жовтні 1966 року (автори — заслужені діячі мистецтв України скульптор В. І. Зноба та архітектор І. С. Ланько).
Таким чином, 16 червня 1979 року урочисто відкрив свої двері «красень»-музей, побудований за індивідуальним проектом завідувача кафедри Київського інженерно-будівельного інституту професора Гусєва М. О. та архітектора Хмельницького інституту «Тіпро-цивільпромбуд» Суслова В. М. Художньо-монументальне оформлення здійснювали 80 художників з різних міст України під керівництвом киян: архітектора А. Ф. Ігнащенка та художника А. В. Гайдамаки, лауреатів державних премій. До складу творчої групи ввійшли також хмельницькі художники-дизайнери Л. Коваленко та І. Скорупський. Творча група у 1979 році відзначена премією Ленінського комсомолу. Музей як унікальну архітектурну споруду у 1989 році занесено до міжнародного каталогу «Музеї світу».
За високі показники в організації виховної роботи серед молоді у 1988 році музеєві було присуджено республіканську комсомольську премію ім. Островського.

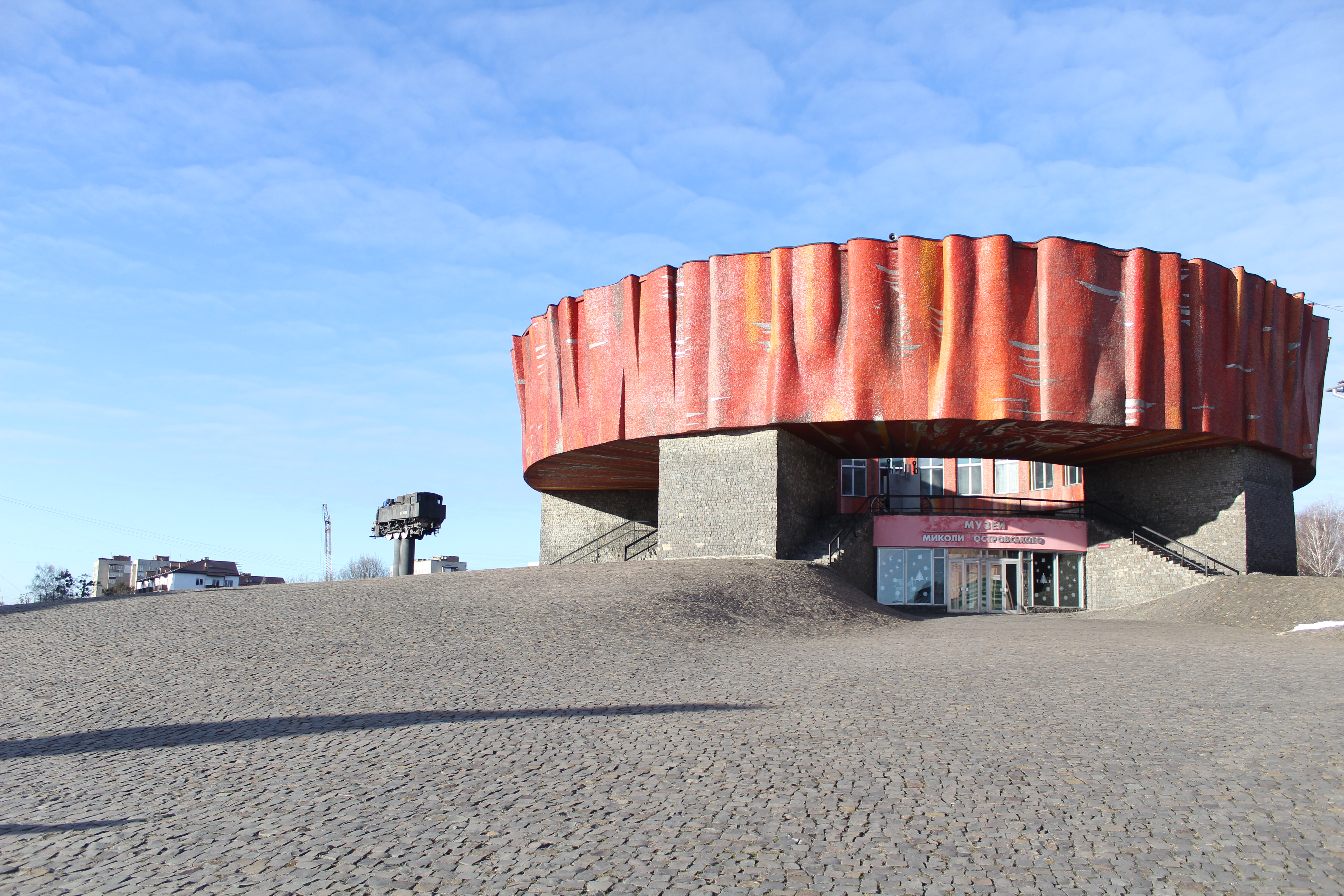

У період від 1979 до 1992 року музей утримувався на кошти ЦК ЛКСМУ, потім — Подільської Спілки молоді. В березні 1994 року за рішенням сесії Хмельницької обласної ради музей передано на баланс Хмельницького обласного управління культури і перейменовано в обласний молодіжний культурно-просвітницький центр зі статусом музею М. Островського.
У 1996 році до центру приєднано Шепетівський краєзнавчий музей, який став відділом.
До 100-річчя письменника 29 вересня 2004 року згідно з Постановою Верховної Ради України від 19 лютого 2004 року рішенням 12-ї сесії Хмельницької обласної ради установі повернений статус обласного літературно-меморіального музею, відтак він дістав назву — Хмельницький обласний літературно-меморіальний музей М. О. Островського.
На базі музею неодноразово проводились науково-практичні конференції з питань біографії та творчості письменника, організації просвітницької та виховної роботи. Були започатковані різні форми масової роботи, а останнім часом (2000-ні) користуються популярністю прес-клуби, ток-шоу, інформаційні арени, молодіжні фестивалі та конкурси.
28 березня 2020 року депутати Хмельницької обласної ради прийняли рішення перейменувати Хмельницький обласний літературно-меморіальний музей М. О. Островського. Відтепер він називатиметься Музеєм пропаганди.

## Експозиція
На першому поверсі музею розташовані: кіно-лекційний зал у вигляді амфітеатру, розрахований на 250 осіб; бібліотека з читальним залом, службові кабінети, фондосховище.
На другому поверсі музею відкритий ритуальний майданчик з пластичною композицією в центрі — твори М. Островського на сторінках історії (автори А. Ігнащенко та А. Гайдамака).
Третій поверх — своєрідне «серце» музею — експозиційний зал у вигляді велетенського кільця, встановленого на п'яти пілонах, що символізує вінок пам'яті письменникові, піднятий на руках його шанувальників і огорнутий червоним прапором.
Експозиція побудована за тематико-хронологічним принципом. Вона не тільки глибоко розкриває біографію письменника, але й відтворює його час, показує трагічну історію СРСР. Історія життя порівнюється з залізничною колією, яка веде у майбуття. Тому експонати розташовані в оригінальних вітринах, що мають форму куба, встановленого на рейках. Документальні фотографії, представлені на фотоколажах, водночас прикрашають куби-вітрини. Над кожним кубом створено художні композиції з натурних експонатів, що відтворюють той чи інший історичний період чи подію.

## Колекція
Музей нараховує близько 25 тисяч експонатів. Серед них: фотографії, документи, меморіальні речі, видання творів письменника; ілюстрації до творів М. Островського «Як гартувалася сталь» та «Народжені бурею» відомих художників: С. Бродського, А. Резніченка, О. Пахомова, В. Мінаєва, С. Адамовича, Є. Кібрика, братів Ткачових, З. Толкачова тощо